# Sara Tavares
Sara Alexandra Lima Tavares (* 1. Februar 1978 in Lissabon; † 19. November 2023 ebenda) war eine portugiesische Sängerin und Komponistin.

## Leben und Wirken
Sara Tavares wurde im Jahr 1978 als Kind kapverdischer Eltern in Lissabon geboren. Ihr Vater zog in die USA und ihre Mutter verschwand ebenfalls, weshalb Sara bei einer älteren Portugiesin aufwuchs, die sich ihrer Erziehung annahm. Tavares’ Kindheit wurde aber nicht nur von dieser Frau geprägt, sondern auch von ihrem Leben auf der Straße. Sie verbrachte sehr viel Zeit damit, sich auf der Straße herumzutreiben, wo sie auch menschliche Facetten wie Verachtung und Zurückweisung kennenlernte.
Mit 15 gewann Sara Tavares die beiden wichtigsten portugiesischen Musikwettbewerbe und die nationale Ausscheidung für den Eurovision Song Contest. Am 30. April 1994 vertrat sie Portugal beim Dubliner Eurovision Song Contest, wo sie mit ihrem Song Chamar A Música den achten Platz erreichte. Sie avancierte daraufhin zu einer nationalen Berühmtheit und nahm ihr erstes Album Sara Tavares & Shout! auf, das sich aus verschiedenen Stilrichtungen wie Gospel, RnB oder Funk zusammensetzte. Tavares erhielt die Möglichkeit, in verschiedenen portugiesischen Fernsehsendungen aufzutreten, und war dabei sehr erfolgreich. Sie gab auch erstmals Konzerte außerhalb Portugals, z. B. in der Heimat ihrer Eltern.
1997 zog sie sich aus der Öffentlichkeit zurück, um sich mehr mit der Musik und den Musikern Westafrikas beschäftigen zu können. Zwei Jahre später, nämlich 1999, erschien ihr zweites, von Lokua Kanza produziertes Album Mi Ma Bô. Tavares schrieb und komponierte den Großteil der Titel selbst.
Auffällig bei ihren Texten ist, dass sie eine Mischung aus verschiedenen Sprachen verwendet hat. So flossen in ihre Texte das Portugiesische, ein Slang aus Angola und das kapverdische Crioulo ein. Damit nahm sie Bezug auf die arme, auf der Straße lebende Schicht, zu der sie sich auch selbst zählte.
Im Februar 2006 erschien ihr Album Balancê, das im Stil ihrem zweiten Album gleicht. Tavares komponierte, produzierte und spielte einen Großteil der Instrumente selbst ein. Das Album erreichte in Portugal Gold und wurde auch international sehr beachtet.
Im Januar und Februar 2007 war sie auf deutschen Bühnen zu sehen. So trat sie in Berlin, Frankfurt am Main, Freiburg, Köln und Karlsruhe auf. Das Konzert in Köln war mit 400 Zuschauern ausverkauft. Sie war ein häufiger Gast auf dem Würzburger Africa Festival. Mit Xinti schloss sich 2009 ein weiteres erfolgreiches Album an.
2017 erschien ihr Album Fitxadu, mit dem ihr eine Nominierung für den Latin Grammy gelang. Es war ihr letztes. Im Laufe ihres letzten Lebensjahres veröffentlichte sie noch vier Singles, die letzte, Kurtidu, im September 2023.
Sara Tavares starb am 19. November 2023 im Alter von 45 Jahren im Hospital da Luz in Lissabon an den Folgen einer Hirntumorerkrankung, die 2009 diagnostiziert worden war. Einer erfolgreichen operativen Entfernung folgte 2022 ein Rezidiv.

## Diskografie
- 1994: Chamar A Música (BMG Portugal)
- 1996: Sara Tavares & Shout! (BMG Portugal)
- 1999: Mi Ma Bô (BMG Portugal)
- 2006: Balancê (Times Square Records)
- 2008: Alive! In Lisboa (World Connection)
- 2009: Xinti (World Connection)
- 2017: Fitxadu (Sony Music)